# فرودگاه جزیره جانستون
فرودگاه جزیره جانستون (به انگلیسی: Johnston Atoll Airport) یک فرودگاه همگانی است . این فرودگاه در شهر جزیره جانستون کشور ایالات متحده آمریکا قرار دارد .